# Artuqidi

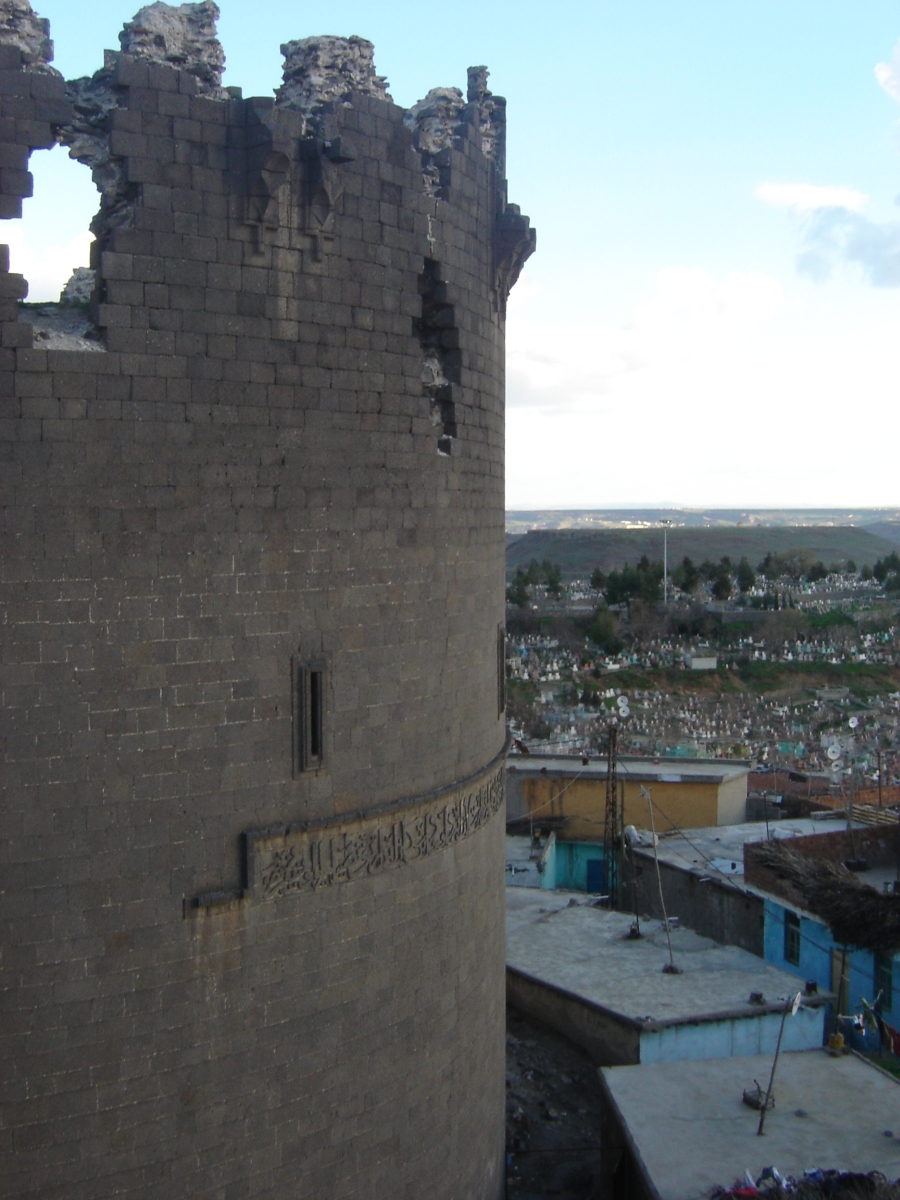
La torre di Yedi Kardes a Diyarbakır voluta e progettata nel 1208 dall'artuqide Salih Mahmud.

Gli Artuqidi, o Urtuqidi (meno corretti Ortòchidi, Ortùchidi, Ortùqidi o Ortòqidi; turco Artuklu, pl. Artukoğulları) furono una dinastia di turchi Oghuz che dominò l'Anatolia orientale (Diyār Bakr) ed il nord della Siria e dell'Iraq nell'XI e XII secolo.
I due principali rami della dinastia governarono da Hasankeyf (Ḥiṣn Kayfā, Hısnkeyfa) tra il 1102 ed il 1231 e da Mardin tra il 1106 ed il 1186, poi fino al 1409 come vassalli.
Ci fu anche un terzo ramo che acquisì Harput nel 1112 e fu indipendente tra il 1185 ed il 1234.

## Storia

### Artuq
La dinastia fu fondata da Artuq (meno corretto Ortuq) ibn Aksab (figlio di Eksük) - un guerriero che proveniva dalla tribù turcomanna dei Döger - inizialmente agli ordini di Malik Shah I ed in seguito al servizio del re selgiuchide di Damasco, Tutush I, fratello di Malik Shāh I.
Artuq nel 1086 fu nominato governatore di Gerusalemme da Tutush, che nel 1078 aveva strappato la città ai Fatimidi, sconfiggendo il vizir Badr al-Jamali, durante il regno di Al-Mustanṣir Bi-llāh.
Quando Artuq morì, nel 1091, il territorio di Diyarbakır (Amida) passò a suo figlio Soqman, mentre quello di Silvan (Mayyâfâriqîn) e Mardin all'altro figlio Īlghāzī

### Soqman e Īlghāzī
Dopo la morte (1092) del Sultano selgiuchide Malik Shah I gli Artuqidi, condotti da Tutush nella regione anatolico-siro-irachena della Jazira, sostennero il loro comandante nella sua disputa dinastica che lo contrapponeva ai suoi nipoti 
(1092-1095). Alla morte di Tutush, gli Artuqidi sostennero suo figlio Ridwān di Aleppo contro suo fratello Duqāq ibn Tutush, re selgiuchide di Damasco ma Īlghāzī (che guidava uno dei due rami della famiglia artuqide) per un certo periodo di tempo fu al servizio di Muḥammad, uno dei figli del Sultano selgiuchide Malik Shāh.
Nel 1098, il visir fatimide al-Afdal Shahanshah, figlio di al-Badr al-Jamālī, riprese Gerusalemme per conto del califfo fatimide al-Musta'li ed espulse Soqman e Īlghāzī. 
L'anno successivo i crociati tolsero nuovamente la città ai Fatimidi.
Soqman e Īlghāzī accrebbero il loro potere a Diyarbakır, Mardin e Hasankeyf, nella regione della Jazīra, dove entrarono in conflitto con il sultanato dell'Impero selgiuchide. 
Soqman, bey di Mardin, sconfisse i crociati nella Battaglia di Harran del 1104.
Dopo la morte di Soqman, suo fratello Ilghāzī gli succedette a Mardin, continuando ad espandere i possedimenti artuqidi; egli prese Mayyâfâriqîn tra il 1117 e il 1126 e, su richiesta del qadi Ibn al-Khashshab, nel 1118 impose il suo controllo su Aleppo.

Nel 1119 Ilgazi sconfisse i crociati del Principato di Antiochia nella Battaglia dell'Ager Sanguinis. 

Nel 1121 un'alleanza tra Selgiuchidi e Artuqidi, comandata da Īlghāzī, fu sconfitta dalla Georgia nella Battaglia di Didgori.
Ilghāzi morì nel 1122 e suo nipote Balak ereditò solo nominalmente il controllo di Aleppo, dal momento che la città fu governata in realtà da Ibn al-Khashshāb. 
Quest'ultimo fu assassinato nel 1125, e Aleppo cadde sotto il controllo di Zengi, atabeg di Mawṣil.
Dopo la morte di Balak, gli Artuqidi si divisero in due rami: i discendenti di Ilghāzi a Mardin e Mayyāfāriqīn, i discendenti di Soqman a Hisn Kayfâ (Hasankeyf) poi Harput e infine Amida.

### I discendenti di Soqman e Ilghāzi
Shams al-Dawla Sulaymān, figlio di Īlghāzī, succeduto al padre a Mayyāfāriqīn, morì nel 1129-30, e un altro figlio di Īlghāzī, Timurtash, già signore di Mardin, fu il suo successore. 
Amida invece passò a Dāʾūd, figlio e successore di Sokman a Hisn Kayfā, fino al 1104.
Da quel momento in poi le due entità artuqidi restarono stabilmente separate per circa 200 anni
Nel 1144 morì Dāʾūd, bey di Hasankeyf. Gli succedette suo figlio Kara Arslan che si alleò con Joscelin II di Edessa contro gli Zengidi, ma nel 1144, approfittando dell'assenza di Joscelin, Zengi conquistò Edessa, il primo degli Stati crociati a cadere (vedi assedio di Edessa (1144)). 
Anche Hasankeyf divenne vassalla di Zengī. 
Il figlio di Kara Arslan, Nūr al-Dīn Muḥammad (1167-1185), si alleò con il sultano ayyubide Saladino contro il Sultano di Rūm Qilij Arslan II, la cui figlia aveva sposato l'artuqide Nūr al-Dīn Muḥammad. 
Attraverso un accordo di pace con Qilij Arslān, Saladino acquisì il potere sul territorio artuqide, sebbene i suoi nominali signori fossero tecnicamente ancora vassalli di Mawṣil, che Saladino ancora non aveva sotto il proprio controllo.
Con l'appoggio artuqide e dopo la morte di Norandino, Saladino alla fine impose il proprio dominio anche a Mawṣil.
La dinastia degli Artuqidi governava ancora nominalmente la Mesopotamia settentrionale, ma il suo potere declinò sotto il governo degli Ayyubidi.
Il ramo della famiglia insediato ad Hasankeyf si trasferì a Diyarbakır dopo averla conquistata nel 1198, e fu distrutto dagli Ayyubidi nel 1234 in seguito a un loro tentativo di allearsi coi Selgiuchidi.
Il Sultanato di Rum pose fine al ramo di Harput che ambiguamente attuava una politica a volte favorevole agli Ayyubidi e altre volte invece ai Selgiuchidi.
Il ramo della dinastia insediato a Mardin e a Mayyāfāriqīn fu vassallo degli Ayyubidi e del Sultanato di Rum. Sfuggì alle lotte tra questi con l'Impero corasmio accettando, nel 1260, di dichiararsi vassallo dell'Ilkhanato e poi dell'Impero timuride.
Gli Artuqidi scomparvero nel 1408 quando i Kara Koyunlu conquistarono Mardin.

### Le dinastie
- Artuq ibn Aksab, comandante selgiuchide (1090-1102)

 Ramo di Amida (Diyarbakır) 
- Soqman I Muʿīn al-Dawla (1098 - 1105[3])
- Ibrāhīm (1105 - 1109[4])
- Dāwūd Rukn al-Dawla (1109 - 1144)
- Qara Arslān Fakhr al-Dīn (1144 - 1167)
- Muhammad Nūr al-Dīn (1167 - 1185)
- Sokman II al-Malik al-Masʿūd Qutb al-Dīn (1185 - 1201)
- Mahmūd al-Malik al-Ṣāliḥ Nāṣir al-Dīn (1201 - 1222)
- Mawdūd al-Malik al-Masʿūd Rukn al-Dīn (1222 - 1232)

Amida fu conquistata dagli Ayyubidi nel 1232/1233.
 Ramo di Harput 
- Abū Bakr ʿImād al-Dīn (1185-1204)
- Ibrāhīm Niẓām al-Dīn (1204-1223)
- Ahmad Khidr ʿIzz al-Dīn (1223-1234)
- Artuq Shāh Nûr al-Dīn (1234)

Conquistata dai Selgiuchidi nel 1234.
 Ramo di Mayyāfāriqīn (Silvan) 
- Īlghāzī I Najm al-Dīn (1104 - 1122[5])
- Husām al-Dīn Timurtash (1122 - 1152[6])
- Alpï Najm al-Dīn (1152 - 1176[7])
- Īlghāzī II Qutb al-Dīn (1176 - 1184)
- Yülük Arslān Husām al-Dīn (1184 - 1201[8])
- Artuq Arslan Nāṣir al-Dīn (1201-1239[9])
- Ghāzi I Najm al-Dīn (1239 - 1260)
- Qara Arslān al-Muẓaffar (1260 - 1292)
- Dâwûd Shams al-Dîn (1292 - 1294)
- Ghāzī al-Dīn II (1294 - 1312)
- ʿAlī Alpï ʿImād al-Dīn (1312)
- Ṣāliḥ Shams al-Dīn (1312 - 1364)
- Aḥmad al-Manṣūr Husām al-Dīn (1364 - 1368)
- Maḥmūd al-Ṣāliḥ (1368 - ?[2])
- Dāwūd al-Muẓaffar (1368 - 1376)
- ʿĪsā al-Ẓāhir Majd al-Dīn (1376 - 1406[10])
- Aḥmad al-Ṣāliḥ Shihāb al-Dīn (1406 - 1408[11])

Conquistata dai Kara Koyunlu.

## Architettura
Nonostante la loro costante preoccupazione per la guerra, i membri della dinastia Artuqide lasciarono brillanti opere architettoniche.
A loro sono dovuti i più significative apporti alle Mura di Diyarbakır.
La Porta di Edessa fu ricostruita da Muḥammad, figlio di Karā Arslān. 
Nella stessa parte del muro occidentale, a sud della Porta di Edessa, due imponenti torri, Ulu Beden e Yedi Kardeş furono commissionate nel 1208 dal governante artuqide Ṣāliḥ Maḥmūd, che progettò egli stesso la torre di Yedi Kardeş e fece apporre sulle sue mura l'aquila bicipite degli Artuqidi.
Un grande caravanserraglio in Mardin come pure il capolavoro di ingegneria civile del Ponte di Malabadi sono usati ancora oggi.
Il Ponte di Hasankeyf, in parte ancora in piedi, fu costruito nel 1116 da Karā Arslān.
Le Grandi Moschee di Mardin
e Silvan 
furono considerevolmente ingrandite nel corso del XII secolo da diversi governanti artuqidi, sulla base di preesistenti edifici selgiuchidi.
La moschea congregazionale di Dunaysir (oggi Kızıltepe) fu commissionata da bey artuqide Yülük Arslan (1184–1203) e completata dopo la sua morte nel 1204 da suo fratello Artuq Arslān (1203 – 1239).

## Monetazione

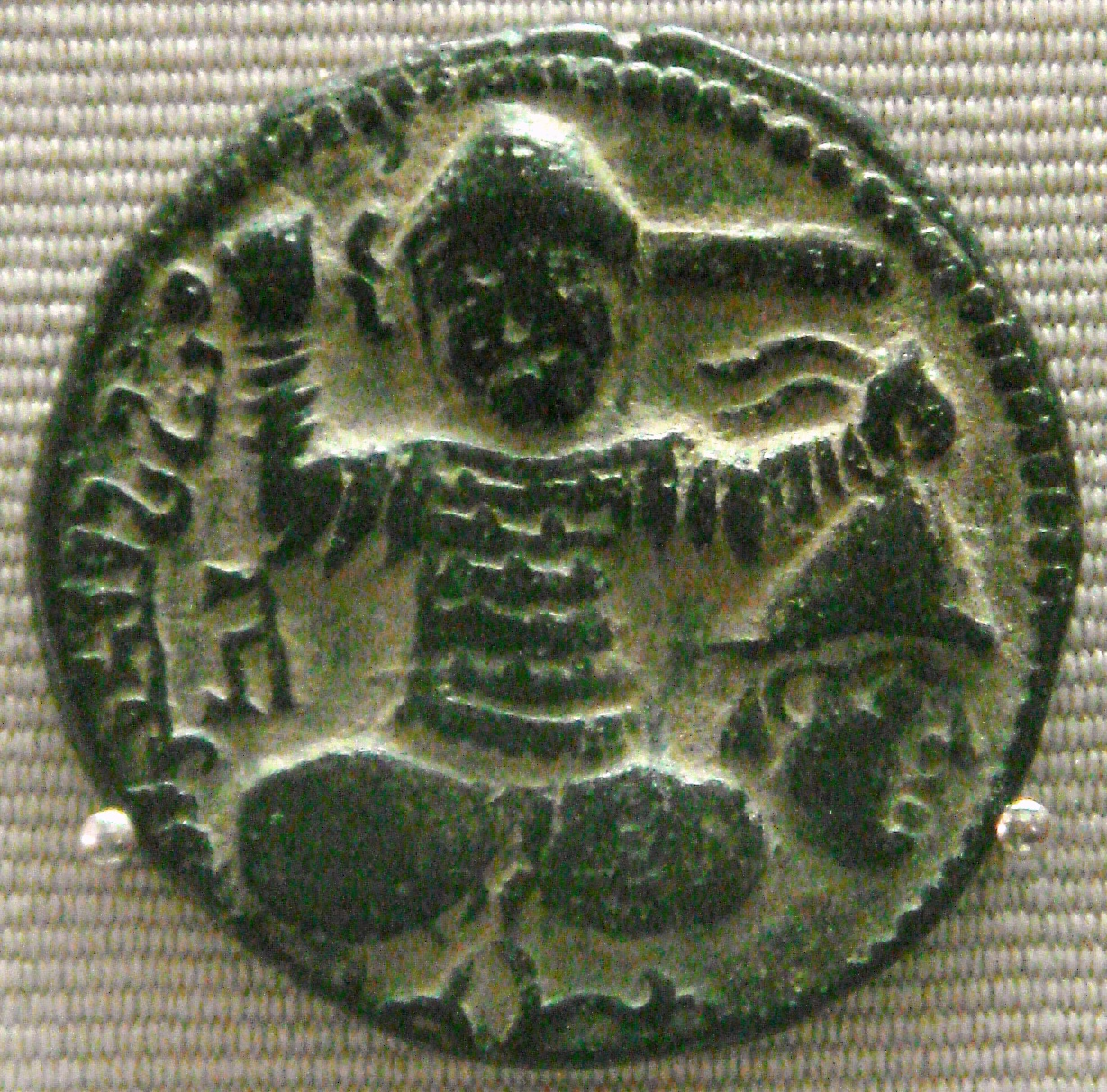
Dirham in bronzo di Husām al-Dīn Yülüq Arslān, 596 AH (1199-1200 Era volgare)
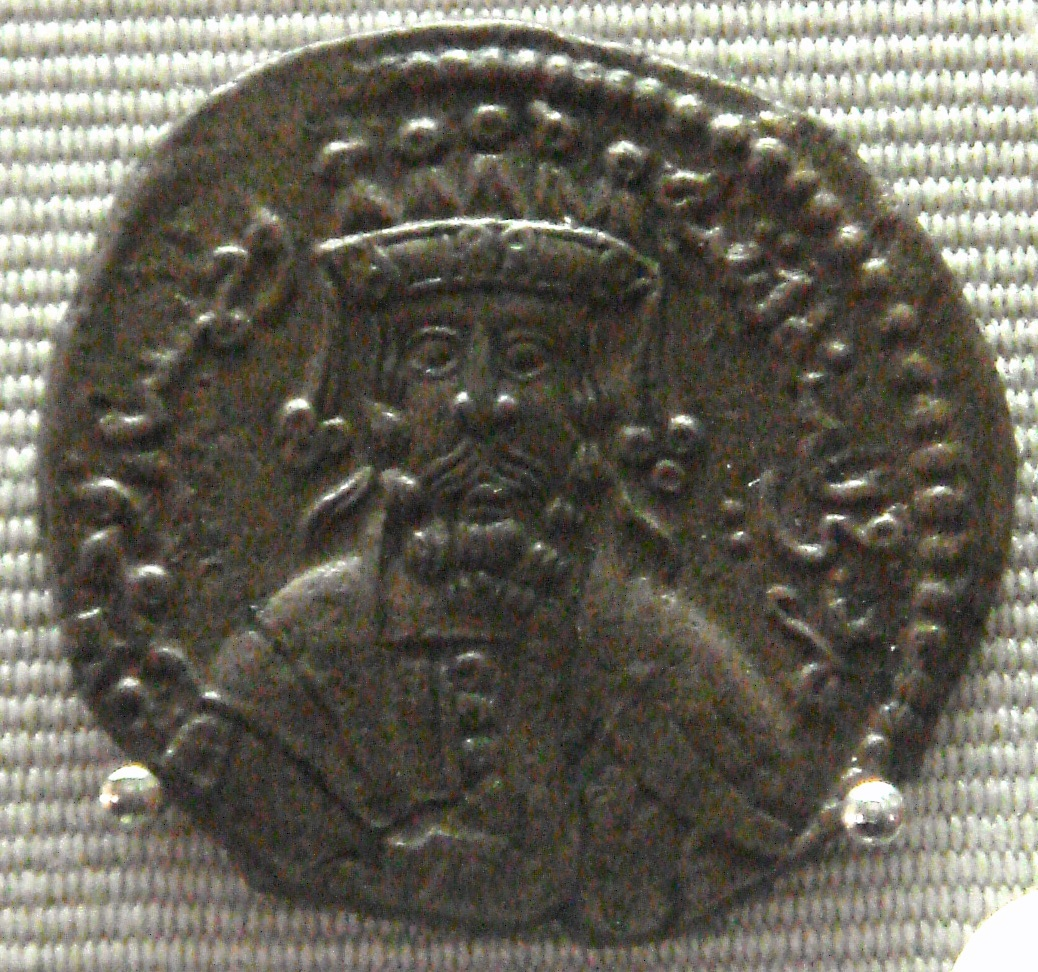
Dirham in bronzo di Fakhr al-Dīn Qarā Arslān, 559 AH (1163-1164 Era volgare)
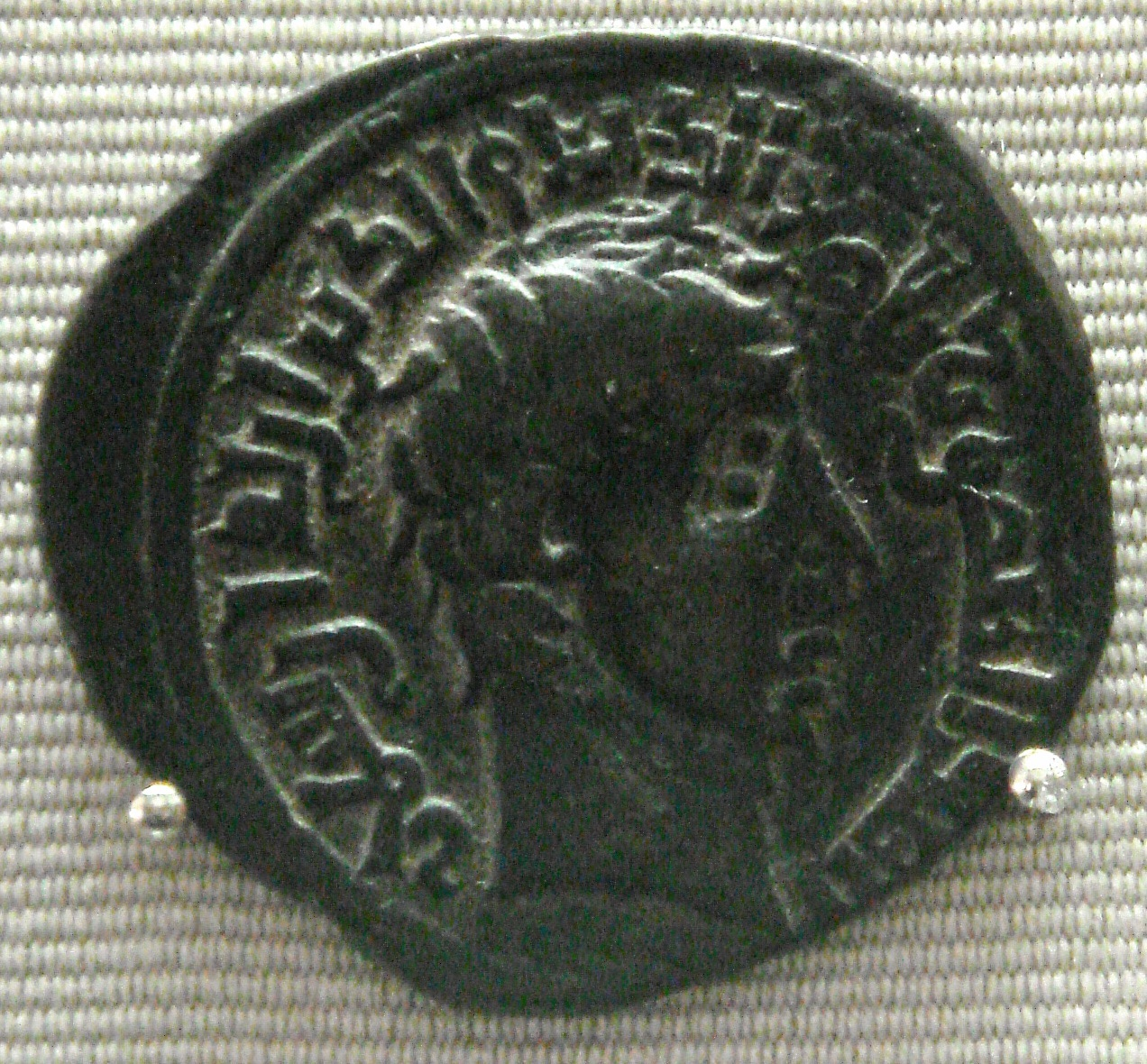
Dirham in bronzo di Nāsir al-Dīn Artuq Arslān, 620 AH (1223-1224 Era volgare)